# Каракалпак (посёлок)
Каракалпак (узб. Qoraqalpoq / Қорақалпоқ) — посёлок городского типа, расположенный на территории Андижанского района Андижанской области Республики Узбекистан.

Статус посёлка городского типа с 2009 года.